# Ambassade du Japon en France
L'ambassade du Japon en France est la représentation diplomatique du Japon auprès de la République française. Elle est située 7 avenue Hoche, dans le 8e arrondissement de Paris, la capitale du pays. Depuis décembre 2022, son ambassadeur est Makita Shimokawa (ja).

## Histoire
La première légation du Japon est ouverte en 1871 à Paris sur l'avenue Hoche, appelée alors rue de la Reine-Hortense, mais à un autre emplacement que l'ambassade actuelle. Elle déménage ensuite avenue Marceau, nommée à l'époque rue Joséphine. 
L'ambassade de l'avenue Hoche est achetée par le gouvernement japonais en 1906 à Madame Vion-Whitcomb. La décoration intérieure de cette demeure de la fin du XIXe siècle est alors refaite à la mode japonaise par la maison Mitsukoshi.
L'Annuaire diplomatique et consulaire de la République française mentionne le no 7 de l'avenue comme ambassade japonaise en 1907.
En 1919, les bureaux de l'ambassade sont transférés dans le 16e arrondissement, d'abord rue la Pérouse, puis rue Greuze. Le bâtiment de l'avenue Hoche est alors utilisé en tant que résidence officielle de l'ambassadeur.
De 1940 à la fin de la Seconde Guerre mondiale, l'ambassade est déplacée plusieurs fois en région. Les deux adresses parisiennes rouvrent en 1952, avec une nouvelle décoration pour la résidence.
Entre 1969 et 1970, la résidence de l'ambassadeur est déplacée et les bureaux de l'ambassade retournent avenue Hoche.
Le bâtiment d'origine a disparu pour laisser place à un immeuble moderne.

## Ambassadeurs du Japon en France
La diplomatie japonaise à Paris a été dirigée successivement par :
| Date de nomination                                                  | Date de nomination                                                  | Date de remise des lettres de créance                               | Date de remise des lettres de créance                               | Diplomate                                                            | Photo                                                               |
| En qualité d'envoyés extraordinaires et ministres plénipotentiaires | En qualité d'envoyés extraordinaires et ministres plénipotentiaires | En qualité d'envoyés extraordinaires et ministres plénipotentiaires | En qualité d'envoyés extraordinaires et ministres plénipotentiaires | En qualité d'envoyés extraordinaires et ministres plénipotentiaires  | En qualité d'envoyés extraordinaires et ministres plénipotentiaires |
| ------------------------------------------------------------------- | ------------------------------------------------------------------- | ------------------------------------------------------------------- | ------------------------------------------------------------------- | -------------------------------------------------------------------- | ------------------------------------------------------------------- |
| ?                                                                   |                                                                     | ?                                                                   |                                                                     | Naonobu Samejima (鮫島尚信)                                          |                                                                     |
| ?                                                                   |                                                                     | 27 octobre 1881                                                     | [ JORF 1 ]                                                          | Ida Yuzuru (ja) (井田譲)                                             |                                                                     |
| ?                                                                   |                                                                     | 24 mai 1883                                                         | [ JORF 2 ]                                                          | Hachisuka Mochiaki (蜂須賀茂韶)                                      |                                                                     |
| ?                                                                   |                                                                     | 24 octobre 1887                                                     | [ JORF 3 ]                                                          | Fujimaro Tanaka (田中不二麿)                                         |                                                                     |
| ?                                                                   |                                                                     | 17 octobre 1891                                                     | [ JORF 4 ]                                                          | Nomura Yasushi (野村靖)                                              |                                                                     |
| ?                                                                   |                                                                     | 7 novembre 1893                                                     | [ JORF 5 ]                                                          | Sone Arasuke (曾禰荒助)                                              |                                                                     |
| ?                                                                   |                                                                     | 12 juillet 1897                                                     | [ JORF 6 ]                                                          | Shinichiro Kurino (ja) (栗野慎一郎)                                  |                                                                     |
| ?                                                                   |                                                                     | ~1901                                                               |                                                                     | Ichirō Motono (ja) (本野一郎)                                        |                                                                     |
| En qualité d'ambassadeurs extraordinaires et plénipotentiaires      |                                                                     |                                                                     |                                                                     |                                                                      |                                                                     |
| ?                                                                   |                                                                     | 31 mai 1906                                                         | [ JORF 7 ]                                                          | Shinichiro Kurino (ja) (栗野慎一郎), premier ambassadeur             |                                                                     |
| ?                                                                   |                                                                     | 11 juillet 1912                                                     | [ JORF 8 ]                                                          | Ishii Kikujirō (石井菊次郎)                                          |                                                                     |
| ?                                                                   |                                                                     | 29 février 1916                                                     | [ JORF 9 ]                                                          | Matsui Keishirō (松井慶四郎)                                         |                                                                     |
| ?                                                                   |                                                                     | 5 octobre 1920                                                      | [ JORF 10 ]                                                         | Ishii Kikujirō (石井菊次郎)                                          |                                                                     |
| ?                                                                   |                                                                     | 24 février 1928                                                     | [ JORF 11 ]                                                         | Mineichirō Adachi (ja) (安達峰一郎)                                  |                                                                     |
| ?                                                                   |                                                                     | 24 juin 1930                                                        | [ JORF 12 ]                                                         | Kenkichi Yoshizawa (芳澤謙吉)                                        |                                                                     |
| ?                                                                   |                                                                     | 7 avril 1932                                                        | [ JORF 13 ]                                                         | Harukazu Nagaoka (長岡春一)                                          |                                                                     |
| ?                                                                   |                                                                     | 28 décembre 1933                                                    | [ JORF 14 ]                                                         | Naotake Satō (佐藤尚武)                                              |                                                                     |
| ?                                                                   |                                                                     | 28 juillet 1937                                                     | [ JORF 15 ]                                                         | Yotaro Sugimura (ja) (杉村陽太郎)                                    |                                                                     |
| ?                                                                   |                                                                     | 28 décembre 1939                                                    | [ JORF 16 ]                                                         | Renzo Sawada (沢田廉三)                                              |                                                                     |
| ?                                                                   |                                                                     | 19 mai 1941                                                         | [ JORF 17 ]                                                         | Sotomatsu Kato (加藤外松), mort en poste en février 1942             |                                                                     |
| ?                                                                   |                                                                     | 27 avril 1942                                                       | [ JORF 18 ]                                                         | Takanobu Mitani (ja) (三谷隆信)                                      |                                                                     |
| Libération de la France                                             |                                                                     |                                                                     |                                                                     |                                                                      |                                                                     |
| ?                                                                   |                                                                     | 17 juin 1952                                                        | [ JORF 19 ]                                                         | Kumao Nishimura (ja) (西村熊雄), premier ambassadeur après la guerre |                                                                     |
| ?                                                                   |                                                                     | 14 février 1957                                                     | [ JORF 20 ]                                                         | Tetsurō Furukaki (古垣鉄郎)                                          |                                                                     |
| ?                                                                   |                                                                     | 25 septembre 1961                                                   | [ JORF 21 ]                                                         | Toru Haguiwara (萩原徹)                                              |                                                                     |
| ?                                                                   |                                                                     | 7 octobre 1967                                                      | [ JORF 22 ]                                                         | Akira Matsui (ja) (松井明)                                           |                                                                     |
| ?                                                                   |                                                                     | 25 septembre 1970                                                   | [ JORF 23 ]                                                         | Yoshihiro Nakayama (ja) 中山賀博)                                    |                                                                     |
| ?                                                                   |                                                                     | 18 avril 1975                                                       | [ JORF 24 ]                                                         | Hideo Kitahara (北原秀雄)                                            |                                                                     |
| ?                                                                   |                                                                     | 10 mai 1979                                                         | [ JORF 25 ]                                                         | Katsuichi Ikawa (井川克一)                                           |                                                                     |
| ?                                                                   |                                                                     | 23 février 1982                                                     | [ JORF 26 ]                                                         | Hiroshi Uchida (ja) (内田宏)                                         |                                                                     |
| ?                                                                   |                                                                     | ~1985                                                               |                                                                     | Moriyuki Motono (ja) (本野盛幸)                                      |                                                                     |
| ?                                                                   |                                                                     | 25 janvier 1989                                                     | [ JORF 27 ]                                                         | Akitane Kiuchi (ja) (木内昭胤)                                       |                                                                     |
| ?                                                                   |                                                                     | 17 novembre 1992                                                    | [ JORF 28 ]                                                         | Atsuhiko Yatabe (ja) (矢田部厚彦)                                    |                                                                     |
| ?                                                                   |                                                                     | 14 septembre 1994                                                   | [ JORF 29 ]                                                         | Kōichirō Matsuura (松浦晃一郎)                                       |                                                                     |
| ?                                                                   |                                                                     | 13 mars 2000                                                        | [ JORF 30 ]                                                         | Kazuo Ogura (ja) (小倉和夫)                                          |                                                                     |
| ?                                                                   |                                                                     | 10 décembre 2002                                                    | [ JORF 31 ]                                                         | Hiroshi Hirabayashi (ja) (平林博)                                    |                                                                     |
| ?                                                                   |                                                                     | 18 juillet 2006                                                     | [ JORF 32 ]                                                         | Yutaka Iimura (ja) (飯村豊)                                          |                                                                     |
| ?                                                                   |                                                                     | 2 juillet 2009                                                      | [ JORF 33 ]                                                         | Yasuo Saitō (ja) (齋藤泰雄)                                          |                                                                     |
| ?                                                                   |                                                                     | 22 décembre 2011                                                    | [ JORF 34 ]                                                         | Ichirō Komatsu (ja) (小松一郎)                                       |                                                                     |
| ?                                                                   |                                                                     | 15 novembre 2013                                                    | [ JORF 35 ]                                                         | Yoichi Suzuki (ja) (鈴木庸一)                                        |                                                                     |
| ?                                                                   |                                                                     | 26 juillet 2016                                                     | [ JORF 36 ]                                                         | Masato Kitera (ja) (木寺昌人)                                        |                                                                     |
| 2019                                                                |                                                                     | 5 octobre 2020                                                      | [ JORF 37 ]                                                         | Junichi Ihara (伊原 純一)                                            |                                                                     |
| 2022                                                                |                                                                     | 13 janvier 2023                                                     | [ JORF 38 ]                                                         | Makita Shimokawa (ja) (下川眞樹太)                                   |                                                                     |

## Résidence de l'ambassadeur
La résidence de l'ambassadeur du Japon en France est située depuis 1969 dans l'hôtel Pillet-Will, au 31 rue du Faubourg-Saint-Honoré, également dans le 8e arrondissement de Paris. Elle occupait auparavant (depuis 1919) le bâtiment des bureaux de l'ambassade.

## Consulats
Outre la section consulaire de son ambassade à Paris, le Japon possède des consulats généraux à Marseille et à Strasbourg, des consulats honoraires à Bordeaux, au Havre, à Lille, à Toulouse, à Nouméa (Nouvelle-Calédonie), et à Papeete (Polynésie française), et un bureau consulaire à Lyon.

## Galerie

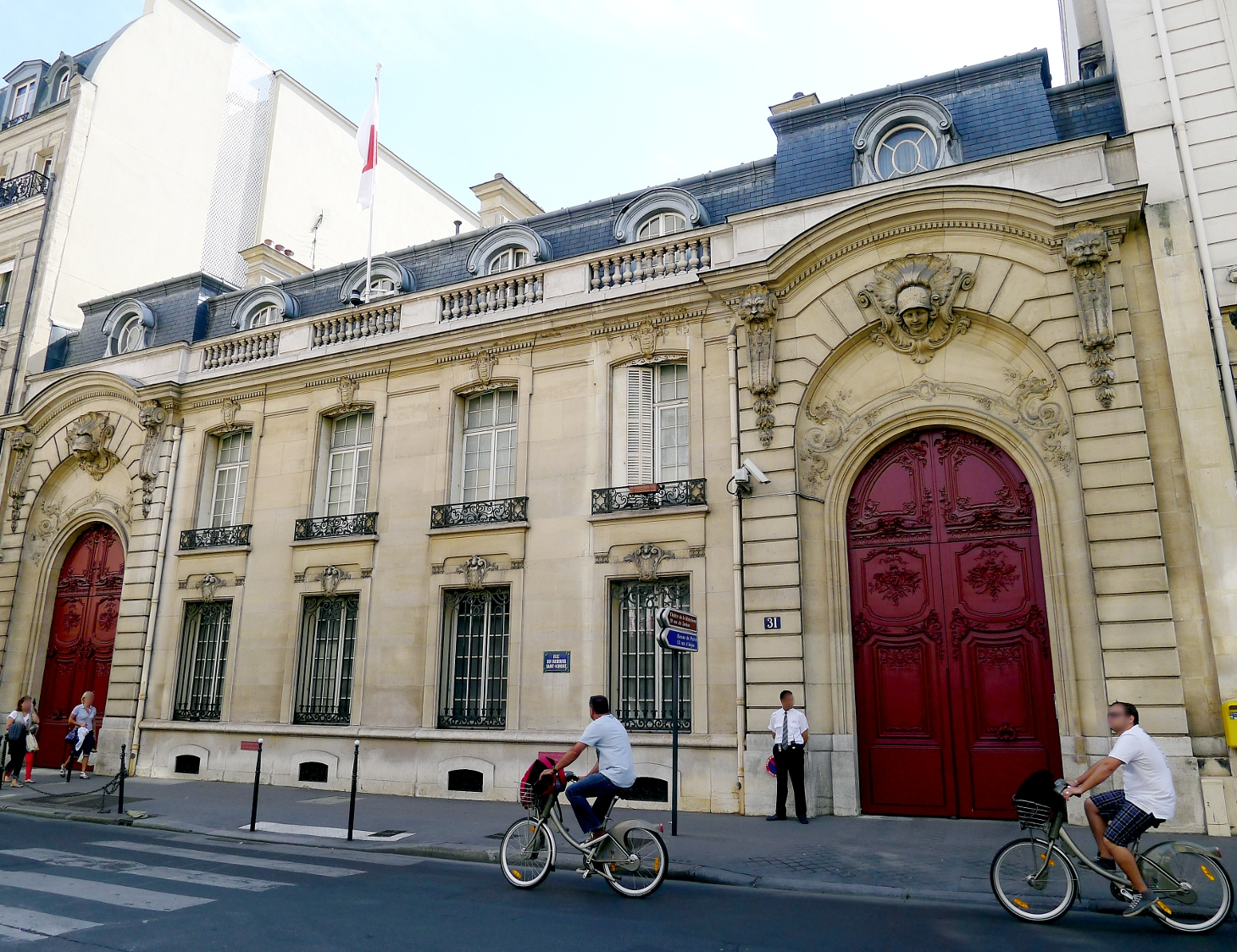
Hôtel Pillet-Will, résidence de l'ambassadeur du Japon en France.
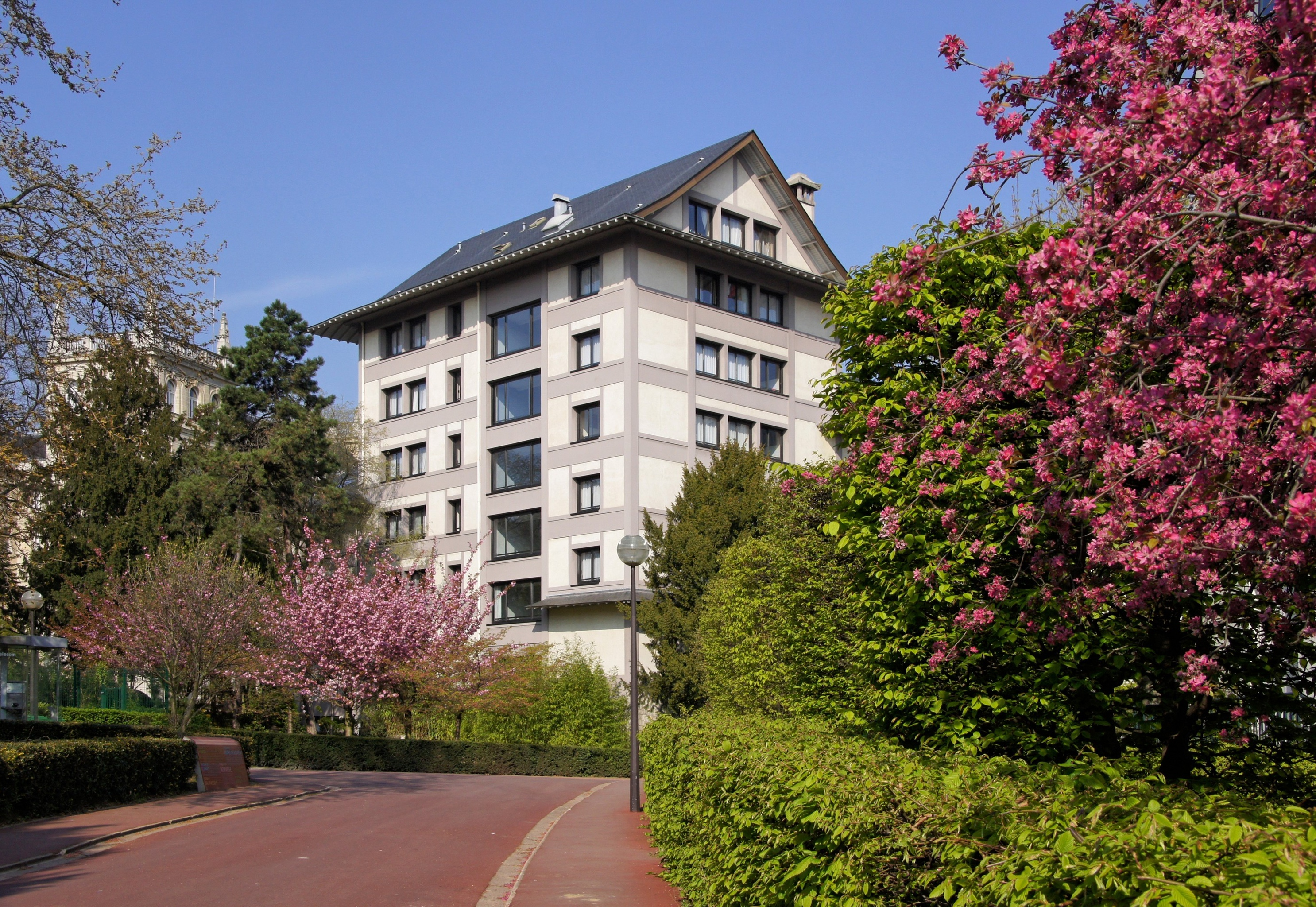
Maison du Japon dans la Cité internationale universitaire de Paris.